# لامبورگینی ال‌ام۰۰۳
لامبورگینی ال‌ام۰۰۳ (به انگلیسی: Lamborghini LM003) یک پروژه نمونه اولیه آفرود بسیار کوتاه مدت بود که توسط لامبورگینی در تلاش برای رفع نیازهای نظامی طراحی و ساخته شد. این خودرو تقریباً مشابه ال‌ام۰۰۲ بود، اما به جای موتور وی۱۲ لامبورگینی، از موتور ۵ سیلندر ۱۵۰ اسب بخاری (۱۱۲ کیلووات)، ۳٫۶ لیتری توربوشارژ دیزل ارائه شده توسط وی‌ام موتوری استفاده کرد.
مدل دیگری که ممکن است ال‌ام۰۰۳ نامیده شود، زمانی توسعه یافت که لامبورگینی تحت مالکیت Megatech بود. آنها متوجه شدند که ال‌ام۰۰۲ یک فروشنده ثابت و ثابت است، بنابراین می‌خواستند آن را با طراحی به روز به تولید برگردانند. قرار بود بورنئو یا گالیله نامیده شود تا با ال‌ام۰۰۳ پیشین متمایز شود. این ایده به SZ Design، شاخه‌ای از زاگاتو منتقل شد، اما هرگز از چند طرح مفهومی که به‌طور مبهم شبیه به یک رنج‌روور مدرن به نظر می‌رسید، گذشت.